# Lisa’s First Word
«Lisa’s First Word» (с англ. — «Первое слово Лизы») — десятая серия четвёртого сезона мультсериала «Симпсоны».

## Сюжет
Мэгги Симпсон почти год, но она ещё не сказала ни единого слова, и это беспокоит семью. Уговорами и хитростью они пытаются заставить малышку произнести первое слово, но у них ничего не получается. Тогда старшие дети спрашивают Мардж о своих первых словах. Оказывается, что Барт произнёс первое слово — «Ай, карамба» — когда случайно зашёл в спальню родителей не вовремя, но Мардж говорит ему, что не помнит этого события, и рассказывает длинную историю о рождении и первом слове Лизы.
В марте 1983 года, когда у четы Симпсонов был только один ребёнок, они жили в небольшой квартирке в Восточном Спрингфилде. Барт доставлял родителям много хлопот своими шалостями, а особенно Гомера раздражало то, что сын зовёт его по имени, а не папой. В это время Мардж узнаёт, что ждёт второго ребёнка, и Симпсоны пытаются найти жильё побольше. Им предлагают посмотреть дом, где было совершено убийство, дом с полчищами кошек и другие неприятные места, но в конце концов они находят дом на Вечнозелёной Аллее. Но это жилище стоит 15 тысяч долларов, а у Гомера таких денег нет. Тогда дедушка Эйб продаёт свой дом и отдаёт вырученные деньги сыну.
Тем временем в США проводятся Летние Олимпийские игры 1984, официальным сэндвичем Олимпиады объявлен бургер Красти, и клоун организовывает лотерею, обещая раздавать бесплатные бургеры за победу американских спортсменов в определённых видах спорта (в лотерейных билетах указаны те виды, в которых вероятно победят спортсмены из СССР, а не из США). Внезапно выясняется, что СССР бойкотирует Игры, таким образом, у американцев нет серьёзных конкурентов, что приносит Красти огромные убытки.
В день проведения заплыва на 100 м баттерфляем у женщин (2 августа 1984 года) рождается Лиза Симпсон. Барту приходится отдать малышке свою кроватку, а самого его заставляют спать в страшной кровати в виде клоуна, которую Гомер сделал своими руками. На медосмотре доктор Хибберт даёт Лизе леденец, а Барту делает прививку от краснухи. Пэтти и Сельма, раньше так любившие Барта, теперь уделяют всё внимание малышке. Из ревности Барт стрижёт сестрёнку, запихивает её в почтовый ящик, обклеив марками, кладёт в собачью конуру, но для Лизы всё заканчивается благополучно, а его самого наказывают. Барт решает уйти из дома, но в это время Лиза произносит своё первое слово — называет Барта по имени, и дети начинают жить дружно. Вслед за Бартом Лиза начинает называть отца Гомером, а не папой. Так заканчивается рассказ о первом слове Лизы.
Уже подросшие Лиза и Барт ссорятся в гостиной, а Гомер укладывает спать малютку Мэгги, жалуется вслух на неблагодарность детей и выражает надежду, что младшая дочь так и будет молчать. Когда он выключает свет и уходит, Мэгги вынимает изо рта соску и произносит слово «папа».

### Щекотка и Царапка
В серии «Смертельный забег» («100 Yard Gash») Щекотка прибивает хвост Царапки к земле перед забегом, и когда кот начинает бежать, его скелет вырывается из тела, но он первым достигает финиша.